# Meydanköy, Çamlıhemşin
Meydanköy là một xã thuộc huyện Çamlıhemşin, tỉnh Rize, Thổ Nhĩ Kỳ. Dân số thời điểm năm 2010 là 13 người.